# Stadtbefestigung Jüterbog

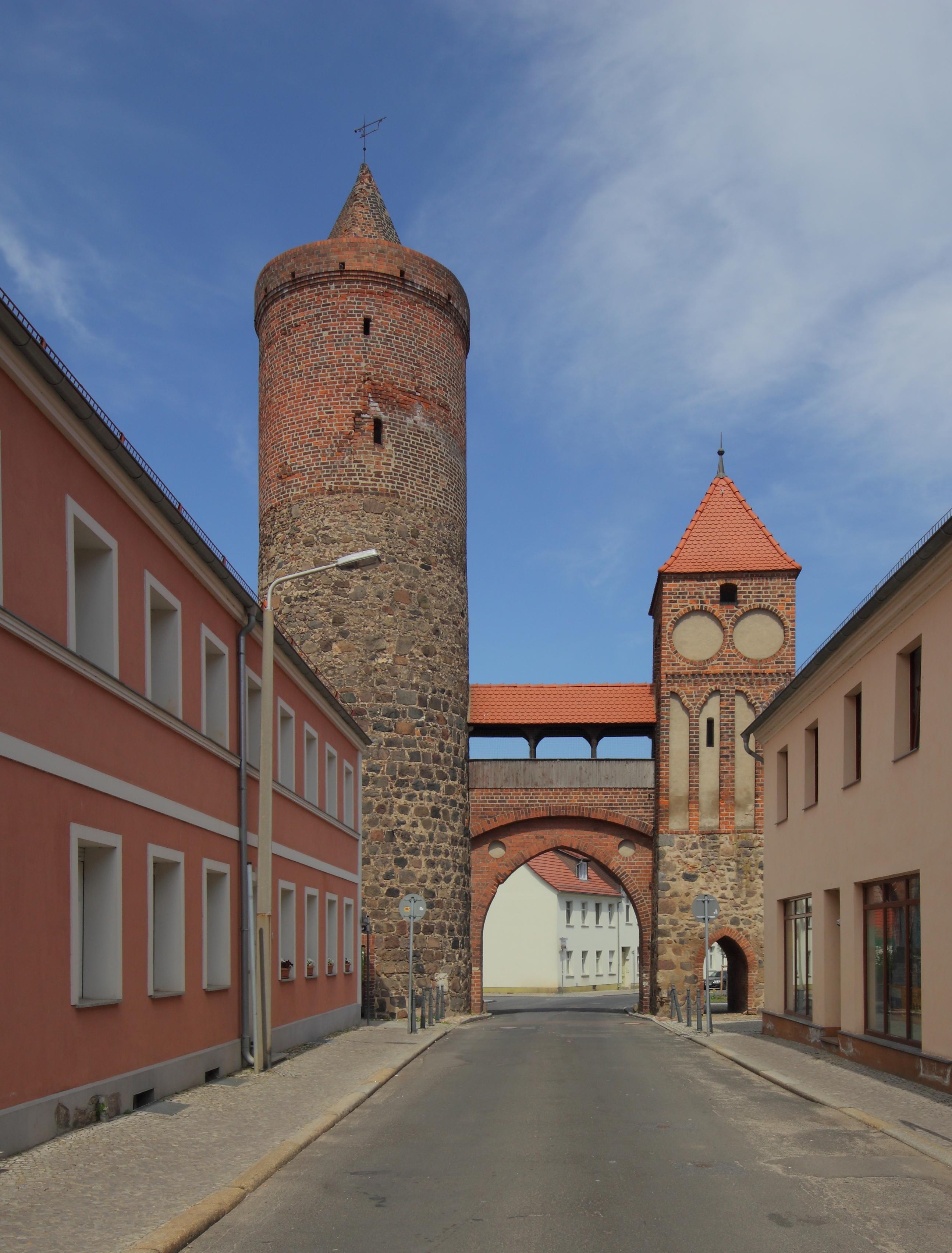
Zinnaer Tor mit Türmen

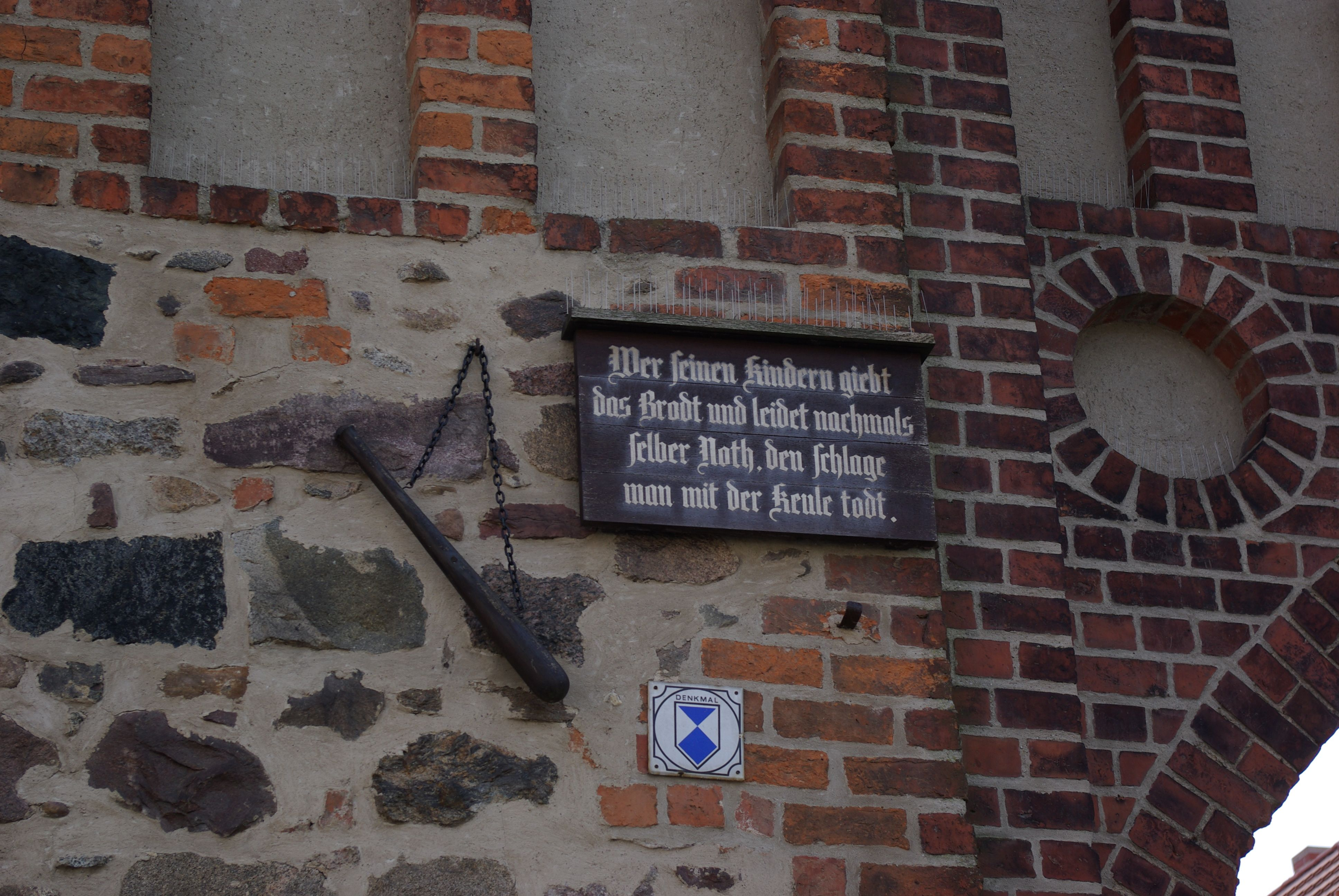
Die Jüterboger Keule am Zinnaer Tor

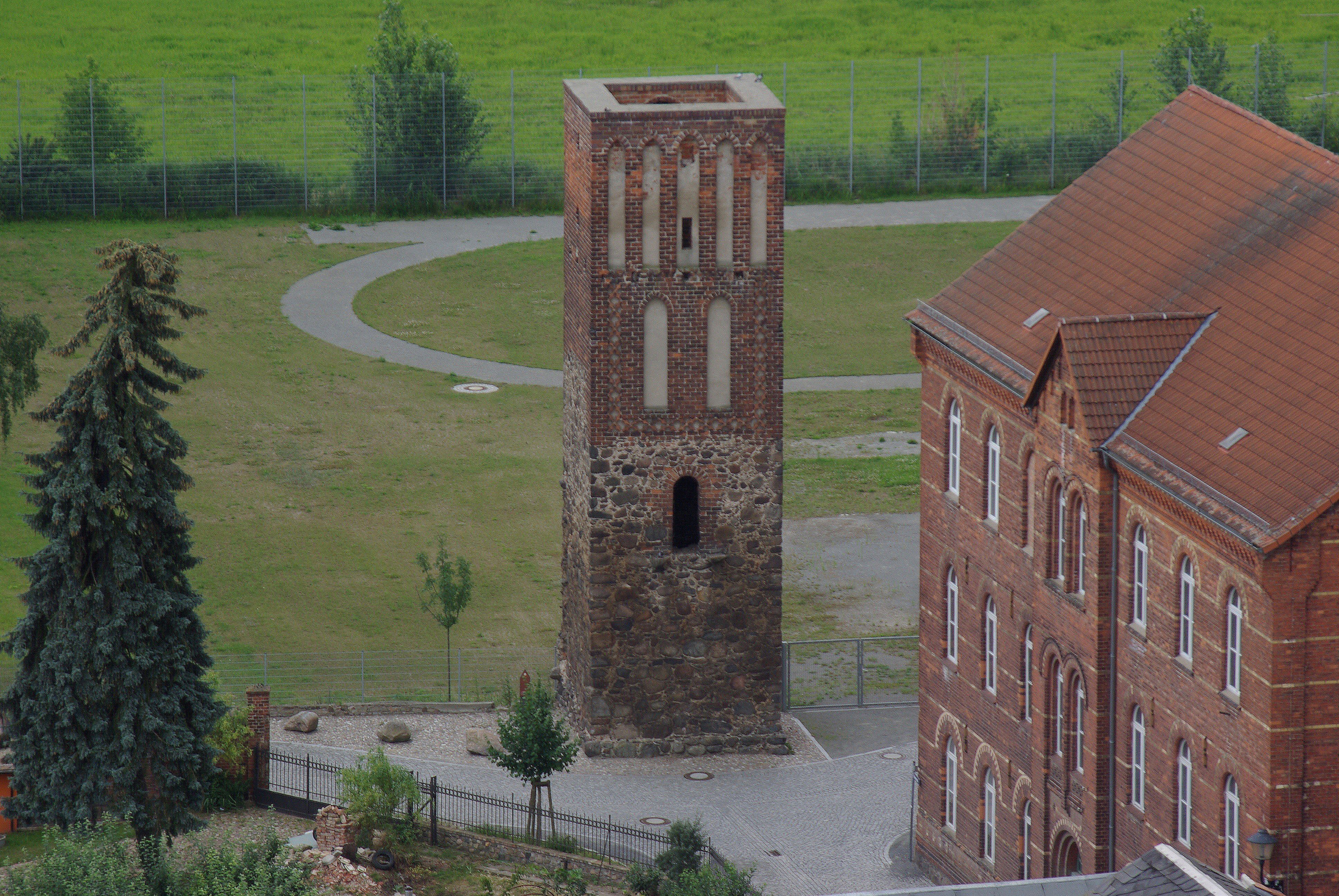
Turm am Ende der Schulstraße

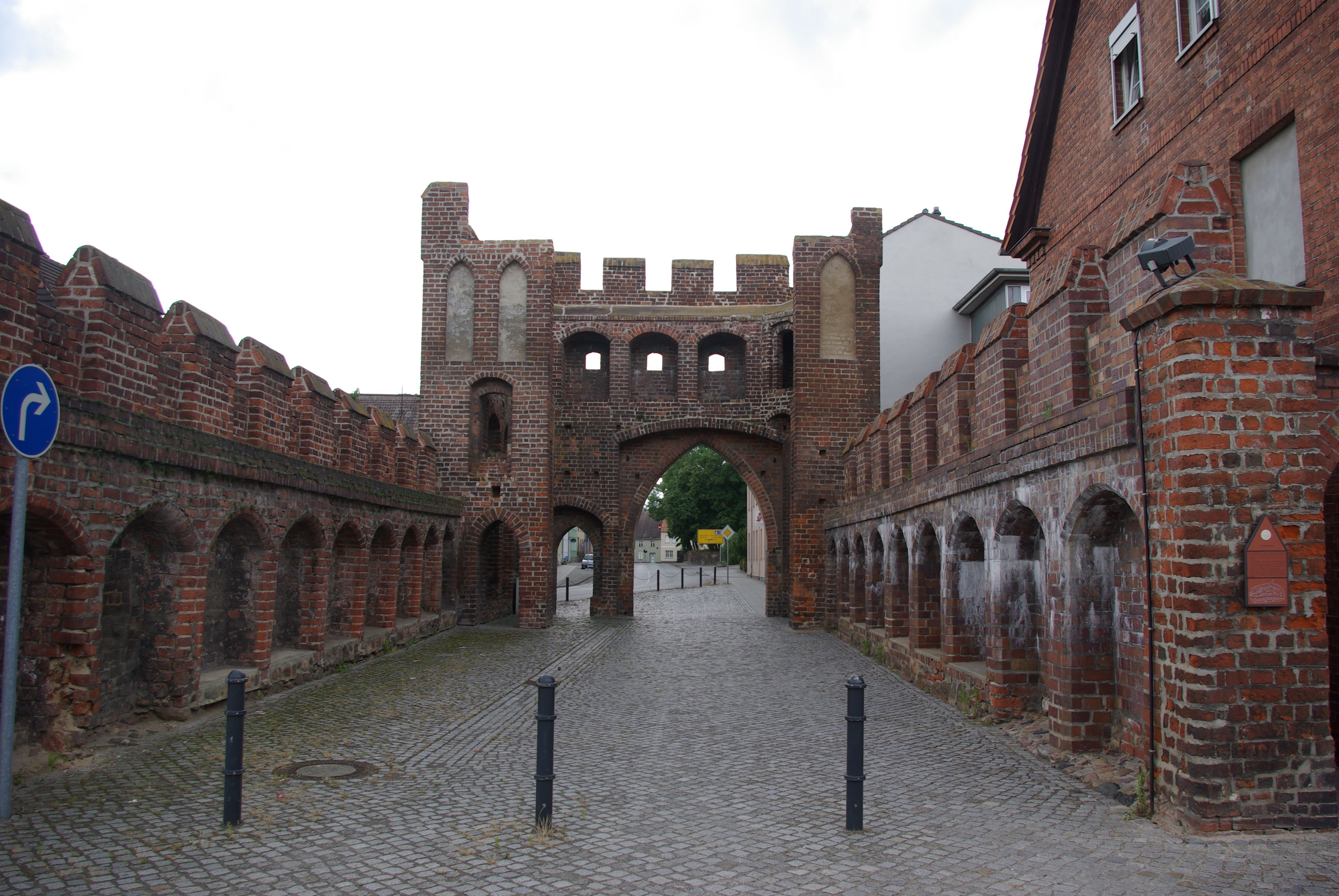
Das Dammtor

Die Stadtbefestigung Jüterbog war eine Ummauerung der Altstadt von Jüterbog. Andere Ortsteile der Stadt Jüterbog lagen nicht innerhalb der Stadtbefestigung. Zur Stadtbefestigung gehören die Mauer, Weichhäuser, Türme, Basteien und drei Toranlagen. Schon 1855 wurde bei einer Erhebung die Stadtbefestigung als Denkmal genannt, auch heute noch sind die bestehenden Teile denkmalgeschützt.

## Die Stadtbefestigung
Die Altstadt war von einer Mauer umschlossen. Vor der Mauer befanden sich Gräben und Wälle, die aber inzwischen verschwunden sind. Sie hatte ungefähr eine Höhe von sechs Metern, die aber heute nicht mehr erhalten ist. Die Mauer hatte teilweise ein Wehrgang, von dem man heute nicht mehr weiß, ob er die gesamte Mauer umlief.
In der Mauer befanden sich drei Toranlagen. Diese bestanden aus Innentor, Außentor und einem Zwinger. Es handelt sich um das Dammtor im Westen, das Zinnaer Tor im Norden und um das Neumarkttor im Osten. An jedem Tor befand sich ein Torwächterhaus, von denen nur das am Dammtor noch erhalten ist. Hier hielten sich die Personen auf, die für das Schließen und Erheben von Zöllen zuständig waren.

## Geschichte
Der Baubeginn liegt wahrscheinlich um das Jahr 1300, erstmals erwähnt wird die Stadtmauer 1335. Im Spätmittelalter wurde die Mauer ausgebaut. Im Jahre 1478 brannte die Stadt, dabei wurde auch die Mauer beschädigt. Sie wurde von den Bürgern wiederhergestellt, die Arbeiten waren wohl 1487 beendet. Die Pflege der Stadtbefestigung ließ ab 1500 aber nach. Vor dem Dreißigjährigen Krieg waren die Zugbrücken verfallen. Im Jahre 1687 brannte der Heilig-Geist-Hof, dabei stürzten Teile der Mauer ein. Die Mauer wurde aber wieder aufgebaut, durch Einführung der Akzise hatte die Stadtbefestigung eine neue Bedeutung gefunden.
Der letzte Angriff auf die Stadtbefestigung fand 1813 statt, sie wurde erfolgreich gegen die angreifenden Russen verteidigt. Im Jahre 1819 wurde die Akzise abgeschafft, damit wurden auch die Wälle und Gräben eingeebnet. 1826 stürzte ein Teil der Mauer nach einem Gewitter ein, ab 1839 wurde die Stadtbefestigung allmählich demontiert. Bis 1909 wurden Teile der Stadtbefestigung entfernt.

## Besondere Bestandteile der Stadtbefestigung
Von den Stadttoren sind noch alle drei Tore in wesentlichen Teilen erhalten.

### Zinnaer Tor
Durch das Zinnaer Tor geht die Zinnaer Straße.
Vom Zinnaer Tor ist sowohl der eckige wie auch der runde Turm erhalten. Der runde Turm besteht im unteren Teil aus Feldstein und wurde um 1300 errichtet. Der obere Teil entstand um 1480 bis 1490 aus Backstein. Oben abgeschlossen wird der Turm mit einem Zinnenkranz und einem Backsteinhelm.
Der eckige Turm ist ein spätgotischer Bau. Das Zeltdach wurde 1933 errichtet. Der Torbogen war ein Verkehrshindernis und wurde aus diesem Grund 1886 abgerissen und in einer höheren Form 1889 wieder aufgebaut. Das Torwächterhaus wurde im Jahre 1928 abgerissen. Vom Außentor und dem Zwinger ist heute nichts mehr vorhanden.
An dem Zinnaer Tor hängt noch heute die Jüterboger Keule und eine Tafel. Auf der Tafel steht:
„Wer seinen Kindern giebt das Brodt und leidet nachmals selber Noth, den schlage man mit der Keule todt“. Über die Bedeutung gibt es nur Mutmaßungen. Die Jüterboger Keule befand sich bei allen drei Toren.

### Neumarkttor
Durch das Neumarktor geht die Große Straße.
Vom Neumarkttor ist nur der Rundturm erhalten. Entstanden ist er wie beim Zinnaer Tor um 1300, ausgebaut wurde er von 1480 bis 1490. Im Jahre 1999 wurde er restauriert. Der viereckige Turm wurde 1909 abgerissen. Der Torbogen war ein Verkehrshindernis und wurde 1839 abgebrochen. Der Verbleib des Torwächterhauses ist unbekannt. Auch das Neumarktor besaß ein Zwinger mit Zwingermauern, diese sind aber nicht erhalten.
Das Außentor ist noch vorhanden, das Tor wurde im späten 15. Jahrhundert errichtet. Seit 1984 wurde der Verkehr um das Tor herumgeführt. Bei diesen Straßenarbeiten wurden Reste der Zwingermauern entdeckt.

### Dammtor
Das Dammtor wurde früher auch Frauentor genannt. In Richtung Westen geht die Dammtorstraße, Richtung Norden die Mönchenstraße, Richtung Osten die Pferdestraße und Richtung Süden die Straße Hinter der Mauer.
Ebenso wie die anderen Tore bestand das Dammtor aus Außentor, Zwinger mit Zwingermauern und Innentor. Von dem gesamten Tor sind nur noch Fragmente erhalten. Auch die Baugeschichte ist mit den anderen Toren identisch. Südlich des Dammtores befand sich auch das Heilig-Geist-Hospital.
Der Rundturm des Innenturms hat eine Höhe von 32,26 Meter und einen Durchmesser von 7,35 Meter. Der Turm besteht unten aus Feldstein und oben aus Backsteinmauerwerk. Die Brüstung hat einen Zinnenkranz, abgeschlossen wird der Turm mit einem verputzten Kegelhelm. Das Innere ist viergeschossig. Der Turm diente als Depot für Waffen und Munition, zeitweise war es auch ein Gefängnis.
Der Torbogen wurde 1851 abgerissen. Die enge und niedere Durchfahrt war ein Verkehrshindernis. Am Rundturm steht das letzte Torwächterhaus, heute Mönchenstraße 1.

### Stadtmauer
Im Nordwestteil sind noch Teile der Stadtmauer erhalten. So befindet sich im Bereich des Dammtores ein Mauerstück aus Feldsteinen. Nördlich des Dammtores befindet sich eine halbrunde Bastei. Die Nordwestecke wird durch einen Rundturm markiert. Nördlich des Mönchenklosters ist ein weiter Abschnitt erhalten. Im Abschnitt von Wursthof bis Zinnaer Tor ist der Mauerverlauf fast vollständig erhalten.
An der Ostseite des Zinnaer Tores befinden sich nur Ansätze der Stadtmauer. Im südlichen Teil sind heute nur noch drei Türme erhalten. Es handelt sich um viereckige Türme aus dem 15. Jahrhundert. Im Südwesten befindet sich der längste Teil der heute noch vorhandenen Mauer.